# Las Vegas Parano
Cet article concerne le film. Pour le roman éponyme de Hunter S. Thompson, voir Las Vegas Parano (roman).
Pour plus de détails, voir Fiche technique et Distribution.
Las Vegas Parano ou Peur et dégoût à Las Vegas au Québec (Fear and Loathing in Las Vegas) est un film américain réalisé par Terry Gilliam et sorti en 1998. Il s'agit d'une adaptation du roman du même nom de Hunter S. Thompson, publié en 1972. Il relate le voyage à Las Vegas d'un journaliste et de son avocat qui se livrent à une frénétique consommation de drogues diverses.
Le projet du film était envisagé depuis de nombreuses années mais les tentatives faites par différents réalisateurs avaient toutes échoué. Johnny Depp et Benicio del Toro sont les deux interprètes principaux de ce film, leurs personnages étant basés respectivement sur Hunter S. Thompson lui-même et Oscar Zeta Acosta, et se sont préparés intensivement pour leurs rôles.
Las Vegas Parano est présenté au festival de Cannes. C'est un échec aussi bien commercial que critique lors de sa sortie au cinéma mais il devient par la suite un film culte.

## Synopsis
En 1971, le journaliste Raoul Duke, accompagné de son avocat, maître Gonzo, sont en route pour Las Vegas. Il a été chargé d'y couvrir un événement sportif majeur, les 400 miles de Las Vegas, une course de motos aux allures de kermesse populaire. Mais ce reportage n'est qu'un prétexte car Duke et Gonzo ont emmené avec eux toute une panoplie des drogues les plus diverses (mescaline, LSD, cocaïne, marijuana, poppers, et même de l'éther), et comptent bien s'adonner à leur consommation tout au long de leur séjour, cherchant à échapper à la cynique réalité des années 1970 et à retrouver le véritable esprit du « rêve américain » qui animait les années 1960. Ils prennent en route un auto-stoppeur mais celui-ci est rapidement effrayé par leur comportement irrationnel et prend la fuite. À leur arrivée à l'hôtel, Duke est en pleine montée d'acide et ses hallucinations attirent l'attention sur lui.
Le lendemain, Duke se rend au départ de la course pour y faire son reportage avec le photographe Lacerda. Mais Duke a encore des hallucinations, renvoie Lacerda et retourne à l'hôtel. Duke et Gonzo prennent de la mescaline et de l'éther et vont au casino Bazooka Circus. L'état de Gonzo les pousse cependant à en partir assez vite. Duke raccompagne Gonzo à leur suite d'hôtel et l'y laisse seul un moment mais, quand il revient, Gonzo a absorbé du LSD et a saccagé la chambre. Duke parvient finalement à calmer Gonzo et s'endort après avoir écrit une partie de son article. Le lendemain matin, il découvre que Gonzo a pris l'avion pour Los Angeles. Devant les dégâts et la note faramineuse du service aux chambres, Duke prend la fuite en voiture. Un policier arrête Duke près de Baker mais le laisse repartir. Duke appelle Gonzo et celui-ci l'informe qu'il a réservé pour eux une suite à l'hôtel Flamingo afin de couvrir un congrès de la police sur les stupéfiants.
Duke revient donc à Las Vegas et découvre Gonzo en compagnie de Lucy, une jeune fille qu'il a rencontrée dans l'avion et à qui il a fait prendre du LSD. Pressentant que cela risque de leur créer de gros ennuis, Duke persuade Gonzo de réserver une chambre pour Lucy dans un autre hôtel et de se débarrasser de la jeune fille avant qu'elle ne retrouve ses sens. Duke et Gonzo se rendent ensuite à la convention mais ne peuvent soutenir cette épreuve très longtemps. Ils retournent à leur suite et Gonzo fait essayer à Duke de l'adrénochrome. Les deux hommes se livrent ensuite pendant un laps de temps indéterminé à une véritable frénésie de drogues diverses, Duke ne se rappelant que de souvenirs épars, dont une confrontation entre Gonzo et une serveuse que l'avocat a menacée d'un couteau. Duke emmène Gonzo à l'aéroport et retourne à l'hôtel pour y finir son article. Il rentre ensuite à son tour à Los Angeles.

## Fiche technique
- Titre français : Las Vegas Parano

Logo américain du film.

- Titre original : Fear and Loathing in Las Vegas
- Titre québécois : Peur et dégoût à Las Vegas
- Réalisation : Terry Gilliam
- Scénario : Terry Gilliam, Tony Grisoni, Alex Cox et Tod Davies, d'après le roman Las Vegas Parano de Hunter S. Thompson
- Musique : Ray Cooper
- Décors : Alex McDowell
- Costumes : Julie Weiss
- Photographie : Nicola Pecorini
- Montage : Lesley Walker
- Production : Patrick Cassavetti, Laila Nabulsi et Stephen Nemeth
- Sociétés de production : Rhino Films et Summit Entertainment
- Société de distribution : Universal Pictures
- Budget : 18 500 000 $[1]
- Pays de production :  États-Unis
- Langue originale : anglais
- Formats : couleur - 2,35:1 - son Dolby Digital - 35 mm
- Genre : comédie noire, aventures
- Durée : 118 minutes
- Dates de sortie :
  - France : 15 mai 1998 (festival de Cannes) ; 19 août 1998 (sortie nationale)
  - États-Unis : 22 mai 1998
- Classification[2] :
  - États-Unis : R
  - France : interdit aux moins de 12 ans

## Distribution
- Johnny Depp (VF : Emmanuel Curtil) : Raoul Duke
- Benicio del Toro (VF : Dominique Collignon-Maurin) : Dr Gonzo
- Tobey Maguire (VF : Christophe Lemoine) : l'auto-stoppeur
- Ellen Barkin (VF : Michèle Buzynski) : la serveuse au North Star Cafe
- Gary Busey (VF : Michel Vigné) : l'agent de patrouille de la route
- Craig Bierko (VF : Joël Zaffarano) : Lacerda
- Cameron Diaz (VF : Déborah Perret) : la journaliste télé blonde
- Mark Harmon (VF : Jean-Luc Kayser) : le reporter du magazine au Mint 400
- Katherine Helmond : la réceptionniste de l'hôtel Mint
- Michael Jeter (VF : Roger Carel) : Dr L. Ron Bumquist
- Christopher Meloni (VF : Vincent Violette) (1re scène) et (VF : Pierre-François Pistorio) (2e scène) : Sven, le réceptionniste de l'hôtel Flamingo
- Christina Ricci (VF : Myriam Blanckaert) : Lucy
- Harry Dean Stanton : le juge
- Verne Troyer : le petit serveur
- Gregory Itzin (VF : Georges Caudron) : l'employé de l'hôtel Mint
- Jenette Goldstein (VF : Marie Vincent) : Alice, la femme de chambre
- Richard Riehle : le chauffeur du Buggy Dune
- Richard Portnow (VF : Jean-Luc Kayser) : l'homme en costume
- Jennifer Elise Cox : la cliente

 Source et légende : version française (VF) sur RS Doublage et AlloDoublage

## Production

### Développement du projet
L'idée de faire un film du roman de Hunter S. Thompson a longtemps été en projet avant d'aboutir enfin. Martin Scorsese et Oliver Stone ont tous deux essayé de développer ce projet mais ont fini par renoncer. À l'origine du développement du projet, Jack Nicholson et Marlon Brando avaient été envisagés pour jouer les rôles de Raoul Duke et de Gonzo, puis ce fut le tour de Dan Aykroyd et John Belushi. John Cusack, qui avait déjà dirigé la version théâtrale du roman, fut ensuite sur le point d'être engagé pour le rôle principal, mais Hunter S. Thompson avait entretemps rencontré Johnny Depp et était devenu persuadé que personne d'autre que lui ne pourrait jouer le rôle.
Ralph Bakshi essaya ensuite de convaincre la petite amie de Hunter S. Thompson, à qui ce dernier avait donné les droits d'adaptation du roman, de le laisser réaliser un film d'animation dans le style des illustrations du livre de Ralph Steadman, pensant qu'une version animée serait plus réaliste qu'un film, mais échoua dans son entreprise. Rhino Films commença à travailler sur sa version du projet dès 1992. Le producteur Stephen Nemeth voulait que le film soit réalisé par Lee Tamahori mais celui-ci n'était pas disponible jusqu'à la date limite (janvier 1997) à laquelle la production du film devait débuter avant l'expiration des droits. Devant le refus de Thompson de prolonger les droits d'adaptation, Rhino Films donna alors le feu vert pour faire le film et engagea Alex Cox pour le réaliser.
Alex Cox commença à écrire le scénario en collaboration avec Tod Davies, une universitaire d'UCLA spécialiste de l'œuvre de Thompson, et Johnny Depp et Benicio del Toro furent engagés pour tenir les deux rôles principaux. Mais, au cours de la phase de pré-production, Cox eut des différends avec la productrice Laila Nabulsi et celle-ci força Rhino Films à choisir entre eux deux. Le studio renvoya alors Cox, lui donnant 60 000 $ pour les droits du script. Ce renvoi causa plus tard un conflit avec la Writers Guild of America pour qui, selon son règlement, Terry Gilliam et Tony Grisoni devaient prouver qu'ils avaient écrit au moins 60 % du script, ce qui était impossible car les scènes étaient tirées du roman et donc similaires. Il apparut durant un temps que seuls Cox et Davies allaient être crédités pour le scénario du film mais la WGA revint sur sa décision initiale et les quatre scénaristes furent finalement crédités au générique. Néanmoins, Terry Gilliam brûla publiquement sa carte de membre de la WGA en signe de protestation.

### Préproduction
À la suite du renvoi d'Alex Cox, Rhino Films engagea Terry Gilliam et se vit accorder une extension des droits d'adaptation de la part de Thompson, mais à la condition expresse que Gilliam mène le projet à bien. Thompson pensait en effet que Rhino Films cherchait à gagner du temps afin de repousser encore le projet et, inquiet, commença donc à poser plus de conditions. Rhino Films ne tenait pas à s'engager autant, dans le cas où Gilliam ne réussirait pas à mener le projet à bien, et menaça de faire le film avec Cox et sans Johnny Depp et Benicio del Toro, au grand désarroi de ces deux acteurs. Universal Pictures intervint alors pour assurer la distribution du film et paya une avance de 500 000 $ chacun à Depp et Gilliam, mais le réalisateur n'avait toujours pas un contrat définitif. En représailles de tous les ennuis que la société leur avaient causé, Depp et Gilliam interdirent l'accès au plateau aux représentants de Rhino Films durant tout le tournage.
La décision fut finalement prise de ne pas utiliser le script de Cox et Davies, ce qui laissait seulement dix jours à Terry Gilliam pour en écrire un autre. Le réalisateur fit alors appel à Tony Grisoni pour l'aider, et tous deux écrivirent un nouveau script au domicile de Gilliam durant le mois de mai 1997. Un nouveau scénario fut écrit par les deux hommes en huit jours de travail intensif, puis retravaillé pendant les deux jours qui restaient. L'une des scènes les plus importantes du livre que Terry Gilliam tenait absolument à mettre dans le film était la confrontation entre Duke et Gonzo et la serveuse du North Star Coffee Lounge, car c'était pour lui le moment où ces deux hommes dépassent les bornes et où leur comportement devient vraiment inexcusable et il voulait faire de cette scène le point le plus bas de leur parcours.
Johnny Depp et Benicio del Toro entreprirent tous deux une extraordinaire préparation en vue de leurs rôles respectifs dans le film. Del Toro prit une vingtaine de kilos en neuf semaines et se lança dans des recherches approfondies sur la vie de Oscar Zeta Acosta, le véritable Gonzo,. Durant le printemps 1997, Johnny Depp s'installa dans la cave du domicile de Hunter S. Thompson et y vécut pendant quatre mois, effectuant des recherches sur son rôle et étudiant les habitudes et les tics de comportement de Thompson. L'acteur éplucha à fond le manuscrit original, mais également les carnets de notes et les souvenirs que Thompson avaient gardés de son voyage. À ce sujet, Depp se souvient : « Il avait tout gardé. Non seulement c'est [le livre] la vérité, mais il y a plus. Et il y avait pire ». Depp échangea également sa voiture contre la Chevrolet Caprice cabriolet rouge de Thompson, connue par les fans sous le nom de « Grand requin rouge » (The Great Red Shark), et la conduisit sur les routes californiennes pendant sa préparation pour le rôle. L'acteur a emprunté à Thompson de nombreux vêtements qu'il porte dans le film (notamment les chemises hawaïennes et la veste en patchwork), et l'écrivain a lui-même rasé le crâne de Johnny Depp pour reproduire sa propre forme de calvitie. D'autres objets que l'on peut voir dans le film, tels que le porte-cigarettes, les couvre-chefs, le médaillon d'argent (qui lui avait été donné par Acosta) et la pièce d'identité ont également été empruntés à Thompson.
À l'origine, les studios avaient demandé à Terry Gilliam de transposer l'action dans les années 1990, mais, après y avoir réfléchi, le réalisateur rejeta cette demande car il considérait que ce serait comme présenter des excuses pour le livre et qu'il ne voulait pas cela, estimant que le film devait être « une représentation fidèle du livre, qui était lui-même une représentation fidèle d'une époque, d'un endroit et de gens bien particuliers ».

### Tournage
D'après Terry Gilliam, il n'y avait pas de budget définitif bien établi quand le tournage a démarré. Le directeur de la photographie Nicola Pecorini fut engagé sur la base d'une bobine d'audition qu'il avait envoyé à Gilliam, lequel s'était amusé du fait qu'il était borgne (ayant perdu l'autre œil à cause d'un cancer rétinien). Selon Pecorini, l'imagerie du film a été influencée par les peintures de Robert Yarber, qu'il qualifie d'« hallucinatoires » et qui « utilisent toutes sortes de couleurs au néon, avec des sources de lumière qui n'ont pas nécessairement une logique ». Terry Gilliam estime qu'ils ont employé ces peintures comme un guide « tout en mélangeant notre palette avec des couleurs fluorescentes profondément troublantes ».
Le tournage à Las Vegas commença le 3 août 1997 et dura 56 jours. La production connut des problèmes pour le tournage dans un casino, l'équipe étant autorisée à tourner seulement entre deux heures et six heures du matin, avec seulement six tables leur étant accordées pour les figurants, lesquels devaient en plus jouer réellement de l'argent. Les extérieurs du Bazooka Circus furent tournés devant le Stardust, et les intérieurs construits dans un studio d'enregistrement sonore de la Warner Bros. à Hollywood. Pour donner à Las Vegas l'aspect que la ville avait dans les années 1970, Gilliam et Pecorini utilisèrent des images en projection arrière (technique consistant à projeter un film sur un écran situé derrière les acteurs pour faire croire que les acteurs sont devant le décor filmé) provenant de la série télévisée Vegas.
Pour les scènes se déroulant dans le désert, Pecorini désirait une qualité d'image spécifique et non définie sans véritable horizon, pour évoquer la notion que le paysage était sans fin et afin de souligner « une certaine forme d'irréalité en dehors du véhicule des personnages, car tout ce qui leur importe se trouve à l'intérieur de la voiture ». Pour la scène où Raoul Duke a des hallucinations d'une pièce remplie de lézards géants, l'équipe était censée disposer de 25 reptiles animatroniques mais en avait reçu seulement sept ou huit. Elle dut alors employer des techniques de mouvement programmé sur ordinateur et fit de multiples prises en habillant les reptiles avec des costumes différents à chaque fois afin de donner l'illusion d'une pièce remplie de ces lézards géants.
Dès le début du tournage, il était dans l'intention de Terry Gilliam de faire en sorte de donner l'impression d'un trip de drogue du début à la fin, tout en étant conscient que cela donnerait un film qui semblerait chaotique et désordonné. Le réalisateur a dit dans une interview que le but était que le film démarre pied au plancher comme une folle et irrespectueuse comédie mais que, petit à petit, les murs se referment sur les personnages sans qu'il n'y ait aucune échappatoire possible pour eux de sortir de leur cauchemar. Pour évoquer les effets des différentes drogues, Gilliam et Pecorini établirent une liste de « phases » en détaillant les qualités cinématographiques de chaque drogue consommée. Pour l'éther, Pecorini dit qu'ils ont employé « une profondeur de champ assez lâche où tout devient vague », pour l'adrénochrome « tout devient étroit et claustrophobe, en rapprochant l'objectif », les effets de la mescaline étaient simulés par « plusieurs couleurs mélangées l'une dans l'autre, des éclairages sans sources, et en jouant avec les températures de couleurs », et pour le LSD « tout était extrêmement grand, avec des hallucinations à travers les mouvements, les formes, les couleurs et le son ».
Hunter S. Thompson fait un bref caméo dans le film, apparaissant à l'écran lors d'une scène de flashback se déroulant dans un club de San Francisco. Flea, le bassiste des Red Hot Chili Peppers, apparaît un peu plus tard dans le même flashback dans le rôle d'un hippie.

### Bande originale
La bande originale comporte les morceaux utilisés pour le film ainsi que des extraits de dialogues entre chaque titre. Les chansons datent pour la plupart de la fin des années 1960 et du début des années 1970, à l'exception de la reprise par les Dead Kennedys de Viva Las Vegas, de Tammy de Debbie Reynolds et de Magic Moments de Perry Como. On peut aussi entendre à la fin du film, quand Raoul Duke quitte Las Vegas, la chanson Jumpin' Jack Flash des Rolling Stones. Sympathy for the Devil, également des Stones, joue un rôle important dans le livre mais Terry Gilliam n'était pas prêt à payer les 300 000 $ exigés par leur manager, ce qui aurait représenté la moitié du budget consacré à la musique du film, pour en obtenir les droits.
| 1.  | Combination of the Two                                  | Big Brother and the Holding Company | 5:47 |
| 2.  | One Toke Over the Line                                  | Brewer & Shipley                    | 3:43 |
| 3.  | She's a Lady                                            | Tom Jones                           | 3:14 |
| 4.  | For Your Love                                           | The Yardbirds                       | 2:36 |
| 5.  | White Rabbit                                            | Jefferson Airplane                  | 3:13 |
| 6.  | A Drug Score - Part 1 (Acid Spill)                      | Tomoyasu Hotei et Ray Cooper        | 0:52 |
| 7.  | Get Together                                            | The Youngbloods                     | 5:41 |
| 8.  | Mama Told Me Not to Come                                | Three Dog Night                     | 3:51 |
| 9.  | Stuck Inside of Mobile with the Memphis Blues Again     | Bob Dylan                           | 7:27 |
| 10. | Time is Tight                                           | Booker T. and the M.G.'s            | 3:29 |
| 11. | Magic Moments                                           | Perry Como                          | 3:04 |
| 12. | A Drug Score - Part 2 (Adrenochrome, the Devil's Dance) | Tomoyasu Hotei et Ray Cooper        | 2:27 |
| 13. | Tammy                                                   | Debbie Reynolds                     | 3:03 |
| 14. | A Drug Score - Part 3 (Flashbacks)                      | Tomoyasu Hotei et Ray Cooper        | 2:26 |
| 15. | Expecting to Fly                                        | Buffalo Springfield                 | 4:17 |
| 16. | Viva Las Vegas                                          | Dead Kennedys                       | 3:23 |

## Accueil

### Date de sortie et présentation à Cannes
« J'ai toujours voulu que mon film soit vu comme l'un des meilleurs de tous les temps, et comme l'un des plus détestés de tous les temps. »

— Terry Gilliam, 
Las Vegas Parano dut subir des projections tests avant sa sortie, un processus que Terry Gilliam n'apprécie pas : « Je deviens toujours très tendu durant ces [projections tests] parce que je suis prêt à me battre pour le film. Je sais que le leitmotiv des studios est "Si quelqu'un n'a pas aimé ceci, changez-le" ». Le réalisateur dit aussi qu'il était important pour lui que Hunter S. Thompson apprécie le film et se remémore la réaction de l'écrivain lors de la séance : « Hunter voyait le film pour la première fois et il faisait un sacré boucan ! Apparemment, tout lui revenait à nouveau et il revivait son trip en entier ! Il hurlait et sautait sur son siège comme si c'était des montagnes russes, se penchant et plongeant en avant, criant « Merde ! Regardez ! Ces foutues chauve-souris ! » C'était fantastique ». Thompson lui-même commenta : « Oui, j'ai aimé le film. Ce n'est pas le mien mais je l'ai apprécié. Depp a fait un travail fantastique. Sa narration est ce qui maintient l'unité du film, je pense. S'il n'y avait pas ça, ça aurait juste été une série de scènes un peu folles ».
Le film a été présenté pour la première fois en compétition officielle lors du festival de Cannes 1998, Terry Gilliam disant à ce sujet « Je suis curieux de voir la réaction des gens. Je serais déçu si le film ne faisait pas de vagues et si les gens n'étaient pas outragés ». La sortie nationale aux États-Unis a eu lieu le 22 mai 1998 dans 1 126 salles et, lors du premier week-end, le film a rapporté 3 300 000 $.

### Accueil critique
Le film a reçu des critiques assez mitigées. Il recueille 49 % de critiques positives, avec une note moyenne de 5,9⁄10 et sur la base de 69 critiques collectées, sur le site internet Rotten Tomatoes. Sur le site Metacritic, il obtient un score de 41⁄100, sur la base de 19 critiques collectées.
Parmi les critiques positives, Michael Sullivan, du Washington Post, pense que « ce qui élève le film au-delà d'une simple chronique de drogués est la même chose que ce qui a élevé le livre au royaume de la littérature. C'est le sentiment que Gilliam, tout comme Thompson, est totalement aux commandes tout en s'abandonnant aux forces imprévisibles indépendantes de sa volonté ». Kent Jones écrit dans les Cahiers du cinéma, que la « prodigieuse inventivité visuelle » sert à merveille « l'étrange univers des années 1970 » et que le film restitue avec une « troublante justesse » l'extrême polarisation des forces à cette époque. Gene Siskel, du Chicago Tribune, note que le film a réussi à saisir les thèmes du livre, ajoutant que « le sujet du film, comme le sujet du livre, est d'utiliser Las Vegas comme une métaphore du pire de l'Amérique et de ses extrêmes, l'obsession pour l'argent et la vulgarité visuelle de l'Amérique ». Luc Honorez, du Soir, évoque « une purge, pas toujours bien dosée, mais nécessaire », « allégorie touffue d'une fin de siècle pantelant » qui « n'a aucune chance, hélas, de plaire au public », bien que bénéficiant de l'interprétation d'un Johnny Depp « extraordinaire en journaleux défoncé », et affirme en conclusion que « vous adorerez détester ce film ».
Laurent Rigoulet, de Libération, est plus partagé, estimant que Gilliam règle « ses comptes avec l'Amérique » et que le film est « frappé de la mauvaise conscience un brin moralisante d'un rebelle établi qui revisite sur un mode mélancolique l'imagerie d'une révolte qu'il a laissée en plan » ce qui donne une « farce sans queue ni tête, débraillée et déjantée, défoncée et déconfite » portée par deux acteurs fantastiques « qui transposent dans leur jeu toute l'outrance du style d'Hunter Thompson ». Pour Joshua Klein, de The A.V. Club, le film est « remarquablement fidèle » au récit et les deux acteurs principaux accomplissent un « formidable travail » mais l'attrait commence à s'estomper à mi-parcours « au fur et à mesure que leurs facéties deviennent plus caustiques et dérangeantes ».
Parmi les critiques négatives, Jean-Pierre Dufreigne, de L'Express, estime que Terry Gilliam « en fait trop » avec les cadrages et les éclairages et que le film est politiquement incorrect mais ennuyeux malgré une interprétation parfaite de Johnny Depp et Benicio del Toro. Stephen Holden écrit dans le New York Times que « même les réalisations cinématographiques les plus précises des délires de M. Thompson sont loin de concurrencer la férocité surréaliste du langage de l'auteur ». Pour François Gorin, de Télérama, adapter le roman de Hunter S. Thompson au grand écran était « un pari impossible ». Stephen Hunter, du Washington Post estime quant à lui qu'« il n'y a pas d'histoire du tout. De petits épisodes sans importance particulière vont et viennent. Mais le film est trop grotesque pour qu'on s'y engage émotionnellement ». Michel Pascal, du Point, loue la performance des deux acteurs principaux mais trouve que le film est un « interminable cauchemar nauséeux et bigarré ». Mike Clark, de USA Today trouve le film « simplement inregardable ». Pour Michel Cieutat, de Positif, le film est « très décevant » par son « incapacité à maintenir de manière convaincante l'intensité du délire que vivent les protagonistes » et sa « monotonie narrative et plastique » malgré « l'interprétation joyeusement déjantée de Johnny Depp ».

### Box-office
Le film est un échec commercial, ne rapportant au box-office que 13 711 903 $ dans le monde entier (dont 10 680 275 $ aux États-Unis). Il a attiré dans les salles de cinéma 308 563 spectateurs en France, 56 397 spectateurs en Suisse et 45 500 spectateurs en Belgique.
Mais avec le temps, et surtout avec la sortie du film en vidéo, Las Vegas Parano est apparu de plus en plus comme un film culte,,, particulièrement dans le milieu de la drug culture. Le film apparaît dans la liste des 500 meilleurs films de tous les temps du magazine Empire (à la 469e place). Il faut aussi noter que Hunter S. Thompson a toujours soutenu le film, montrant son approbation non seulement en y faisant une apparition, mais aussi en enregistrant son propre commentaire audio dans l'édition spéciale du DVD et en participant à plusieurs documentaires sur les bonus du même DVD.

## Distinctions
Johnny Depp, pour sa performance dans le rôle de Raoul Duke, a reçu le Golden Aries du meilleur acteur étranger 1998, remis par la Russian Guild of Film Critics.
Le film a été présenté en compétition pour la Palme d'or au Festival de Cannes.

## Autour du film

### Sortie vidéo
Las Vegas Parano est sorti en DVD chez Criterion Collection le 17 novembre 1998 en région 1 et le 24 septembre 1999 en région 2. Une édition collector du film, comprenant trois commentaires audio différents et de nombreux autres bonus, est disponible depuis le 18 février 2003 en région 1.
La version du film en disque Blu-ray, comprenant une interview de Terry Gilliam, des scènes coupées et le making-of du film, est sortie le 4 novembre 2009 en région 2.

### Article annexe
- Psychotrope au cinéma et à la télévision